# 楼宇对讲
楼宇对讲，一种应用在住宅建筑物内的内部通讯系统。其主要用途是用来控制建筑物外大门上的电锁，通过远程对讲确认来访人的身份后，远程打开电锁从而允许来客进入住宅楼内。所以，从家庭安防的角度讲，这是一种使用类似电话系统的技术来实现的“访客准入系统”。其基本组成为一台室内分机和一台门口主机组成。
门口主机提供给外来访客使用，访客通过按动主机键盘拨号呼叫室内机，室内机响铃提醒主人有客来访，室内用户像使用电话一样，抬机后通话，在通话过程中，按动室内机上的开锁按键遥控打开门口电锁。而现在的楼宇对讲已经发展到了一个更高的程度应用，如呼叫其他主机，呼叫保安起到了联防作用。而且室内机功能扩展到小型会议，和户户通的功能（就是在联网小区内可以进行邻居互相对话）。就是说现在的楼宇对讲已经把小区安防和生活智能化的应用结合。更多功能可以参考一些楼宇对讲厂家。如中国温州威士龙、福建冠林，广州一些公司。他们都有其不同的特色，所以说楼宇对讲现在不是简单的门口机呼叫室内机，室内机做出反映那么简单的应用。